# ستاندرد بانك ليمتد
ستاندرد بانك ليمتد هو بنك تجاري خاص في بنجلاديش. مأمون الرشيد هو العضو المنتدب للبنك اعتبارًا من 2 أكتوبر 2016. كازي أكرم الدين أحمد هو رئيس مجلس إدارة البنك والسيد كمال مصطفى شودري هو نائب رئيس مجلس الإدارة ومدير البنك.

## التاريخ
تأسس البنك في 3 يونيو 1999 ، برأس مال معتمد 750 مليون تاكا بنجلاديشي. في عام 2016 توسع البنك خارج بنجلاديش من خلال فتح فرع له في المملكة العربية السعودية.